# Lista de ossos do esqueleto humano
Um típico esqueleto humano adulto consiste em 206 ossos. 
Entretanto, uma pequena porção da população humana tem um ou mais ossos extras, como exemplos: a costela supranumerária cervical e a fabela. Ou a ausência de um ou mais ossos, exemplo: esterno (ausência congênita).
O esqueleto humano é composto de 270 ossos ao nascimento, mas depois diminui para 80 ossos no esqueleto axial e 126 ossos no esqueleto apendicular. Muitos pequenos ossos acessórios, como alguns ossos sesamóides, não estão incluídos nessa contagem.
(Os números em negrito referem-se ao diagrama à direita.)
Na cabeça: 
- Ossos do crânio (8):
  - 1. frontal
  - 2. parietal (2)
  - 3. temporal (2)
  - 4. occipital
  - esfenoide
  - etmoide
- Ossos da face (14):
  - 5. zigomático ou malar (2)
  - 6. maxilar (2)
  - 9. nasal (2)
  - 7. mandíbula
  - palatino (2)
  - lacrimal (2)
  - vômer
  - concha nasal inferior (2)

Nos ouvidos (6):
- martelo (2)
- bigorna (2)
- estribo (2)

No pescoço (1):
- hióide

Na cintura escapular (4):
- 25. clavícula (2)
- 29. escápula ou omoplata (2)

No tórax (25): 
- 10. esterno
- 28. costelas (2 x 12)

Na coluna vertebral  (24): 
- 8. vértebras cervicais (7) incluindo o atlas e o áxis
- 14. vértebras lombares (5)
- vértebras torácicas (12)

Nos braços (6): 
- 11. úmero (2)
  - 26. côndilo do úmero
- 12. ulna ou cúbito (2)
- 13. rádio (2)
  - 27. cabeça do rádio

Nas mãos (54): 
- Ossos do carpo (do punho):
  - escafoide (2)
  - semilunar (2)
  - piramidal (2)
  - pisiforme (2)
  - trapézio (2)
  - trapezoide (2)
  - capitato (2)
  - hamato (2)
- Ossos do metacarpo:
  - metacarpicos (5 x 2)
- Ossos dos dedos ou falanges:
  - falange proximal (5 x 2)
  - falange média (4 x 2)
  - falange distal (5 x 2)

No pélvis ou cintura pélvica (4):
- 15. osso do quadril (formado pela fusão, no final da adolescência, do ossos ílio, ísquio e púbis)
- 16. sacro
- cóccix

Nas pernas (8): 
- 18. fêmur (2)
  - 17. articulação do quadril
  - 22. trocânter maior do fêmur ou grande trocânter do fêmur
  - 23. côndilo do fêmur
- 19. patela ou rótula (2)
- fabela (2)
- 20. tíbia (2)
- 21. fíbula ou perônio (2)

No pé (52): 
- Ossos do tornozelo (do tarso):
  - calcâneo  (2)
  - tálus (2)
  - navicular (2)
  - cuneiforme medial (2)
  - cuneiforme intermédio (2)
  - cuneiforme lateral (2)
  - cuboide (2)
- Ossos do peito do pé:
  - metatarsais (5 x 2)
- Ossos dos dedos do pé:
  - falanges proximais (5 x 2)
  - falanges médias (4 x 2)
  - falanges distais (5 x 2)

O esqueleto infantil/adolescente possui os seguintes ossos em complemento com os acima:
1. vértebras sacrais (4 ou 5), que se fundem nos adultos para dar forma ao sacro
2. vértebras coccígeas (3 a 5), que se fundem nos adultos para dar forma ao cóccix
3. ílio, ísquio e púbis, que se fundem nos adultos para dar forma ao osso do quadril